# Spelteknik på gitarr
Speltekniker är på gitarren varierade, och används för olika ändamål. Genom historien har speltekniken ändrats avsevärt. Exempelvis är dagens högerhandsteknik väldigt olik den som användes i äldre tider. Idag är det väldigt ofta svårt att förstå äldre noter, delvis på grund av gitarrens historiska förändring.

## Tabulatur

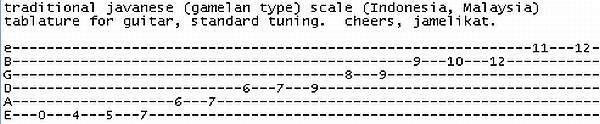
Tabulatur

I och med likheten med luta och vihuela, använde man under 1500-talet samma notsystem som de två instrumenten på gitarren, som i detta fallet var tabulaturer. Då gitarren hade fyra strängar, avbildades tabulaturen med fyra strängar, bestående av horisontella linjer visande var på gitarrens hals vänsterhanden skall trycka in strängar, och vilka strängar den högra handen skall anslå. Systemet är olika i olika länder. Exempelvis var den nedersta horisontella linjen på tabulaturen enligt det italienska systemet visande den översta strängen på gitarren, till motsats från det franska systemet. Systemet har bibehållits till idag, förutom att antalet horisontella linjer har utökats i samband med utökandet av antal strängar på gitarren. I början av 1700-talet infördes den femstämmiga gitarren, vilken användes nästan hela 1700-talet ut. Därefter gick gitarrspelandet ned kraftigt, för att under 1900-talet öka igen. Därför slutades även tabulaturen användas, även om den fått ett uppsving den senaste tiden som hjälpmedel i gitarrundervisning.

## Komp

### Plockkomp

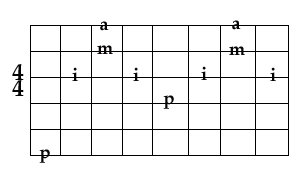
Illustration över ett plockkomp. P, i, m och a berättar vilka fingrar man skall spela med. De lodräta raderna berättar vilken del av takten det är (en rad per åttondels takt), och de vågräta vilken sträng man spelar på. De två fyrorna syftar på att man spelar i fyra fjärdedels takt.

Plockkomp, även fingerspelskomp, är när man plockar strängarna med hjälp av högerhandens fingrar, i speciella mönster. Kompet anges med en egen slags tabulatur, ofta där noter förtäljande om det är hel, halv- eller åttondelsnot som skall spelas står ovan för tabulaturen, och där bokstäverna p, i, m och a anges för att berätta vilket finger du skall anslå strängen med. P står där för tumme, i för pekfinger, m för långfinger och a för ringfinger.

### Slagkomp
Slagkomp är när man anslår strängarna på olika sätt. Man håller ofta in ackord samtidigt som man anslår flera eller alla strängar, beroende på vilket ackord man spelar. Strängarna anslås i olika rytmer. Tablaturen fungerar på samma sätt som för plockkompet, det vill säga att man anger hur långt man skall låta varje slag klinga. Pilar gående vertikalt mot de horisontella linjerna antingen upp eller ner förtäljer om man skall anslå strängarna nerifrån och upp eller uppifrån och ner. I slagkomp finns flera olika sätt att slå an strängarna.

#### Smackslag
En av de viktigaste teknikerna inom slagkompet är smackslaget, som i många tabulaturer anges med ett S mitt i den vertikalt gående pilen. Det finns två olika sätt vilket kompet kan spelas på. I det ena dämpar man strängarna med handsidan som man anslår dem, vilket ger en mer rytmisk effekt emedan inga toner klingar. Det andra sättet fungerar genom att man anslår strängarna vinkelrätt med handflatan, vilket ger ett "smack"-ljud när strängarna anslår gitarrhalsen.

### Växelbas
När man spelar ett växelbaskomp växlar man tummens position mellan ackordets grundton samt en annan baston.

## Tekniker

### Arpeggio
Arpeggio är ett musikaliskt spelsätt som innebär att ackord bryts, det vill säga spelas (eller sjungs) ton för ton som på en harpa. Arpeggion - liksom skalor - är vanliga övningar för de flesta instrument. Många gitarrister, basister och stickister spelar arpeggion fram och tillbaka över hela halsen och över många oktaver för att öva att "hitta" rätt på sitt instrument. Det är också vanligt att sångare sjunger arpeggion för att värma upp rösten.

### Rasgueado och punteado
Under 1500-talet var den fyrastämmiga gitarren vanlig, på vilken man utövade speltekniken punteado, där man rycker i strängarna med högerfingrarna i takt med melodin,  likt hur man spelar på luta och vihuela. Under 1600-talet utvecklades tekniken rasgueado ur flamencon och är en variant av arpeggion, där fingrarna snabbt slår över flera eller alla strängar medan man håller in ett ackord. Det blev allt vanligare att spela på flera strängar samtidigt, istället för en i taget som var fallet innan. En ny slags tablatur utvecklades till rasgueadon, och fram till 1630-talet var det i stort sett den enda tabulatur som gavs ut. 1629 börjar Giovanni Paolo Foscarini beblanda systemen i sin då utgivna bok, och därefter uppstår en blandtabulatur, vartefter både punteadon och rasgueadon blir populär. Under 1700-talet återgick man till gamla tabulaturen, även om man behöll rasgeadon och punteadon genom att använda speciella tecken.

### Barréteknik
Genom att med pekfingret, eller annat finger, hålla inne två eller flera strängar på samma greppband bildas ett barréackord, vilket medför att ackordet kan flyttas över greppbrädan, så att samma fingersättning ger många olika ackord. Om man till exempel tar ett vanligt öppet E dur-ackord får man ett F dur genom att flytta fingrarna ett band på gitarrhalsen närmare instrumentets kropp och hålla ned alla strängar på första bandet. Flyttar man sedan ett helt tonsteg, två band på halsen, får man G dur som barré-ackord, ytterligare två band på halsen så får man ett A dur.

### Basgångar
Genom att göra en basgång kan man från ett ackord förflytta sig till ett annat. Emedan bastoner spelas på de tre översta strängarna, så är det med höger tumme man spelar bastonerna, vilka bygger en skala mellan ackordens båda grundtoner. Genom att lägga till en andrastämma kan en fylligare basgång skapas.